# Zachariasz z Jerozolimy
Zachariasz z Jerozolimy ("Jahwe pamięta") (VI/VII wiek) – patriarcha Jerozolimy i pisarz. Podczas najazdu Persów w 614 roku został uprowadzony do Persji skąd już nie wrócił. Z Persji udało mu się przesłać za pośrednictwem mnicha Modesta list do Kościoła w Jerozolimie. List ten zachował się w tłumaczeniu arabskim i gruzińskim. Modest został zastępcą Zachariasza.